# Чернігівська ТЕЦ
Чернігівська ТЕЦ — теплоелектроцентраль, що забезпечує електроенергією Чернігів і сільськогосподарські райони Чернігівської області, забезпечує паром промислові підприємства і теплом комунально-побутових споживачів міста. Для опалення використовується вугілля, газ і мазут. У 2008 році, після припинення Росією газопостачання до України Чернігівська ТЕЦ була переведена на 100 % споживання вугілля, яке постачалось з Донбасу. Підприємство опалює 590 будинків. Входить у об'єднану енергетичну систему України.

## Опис

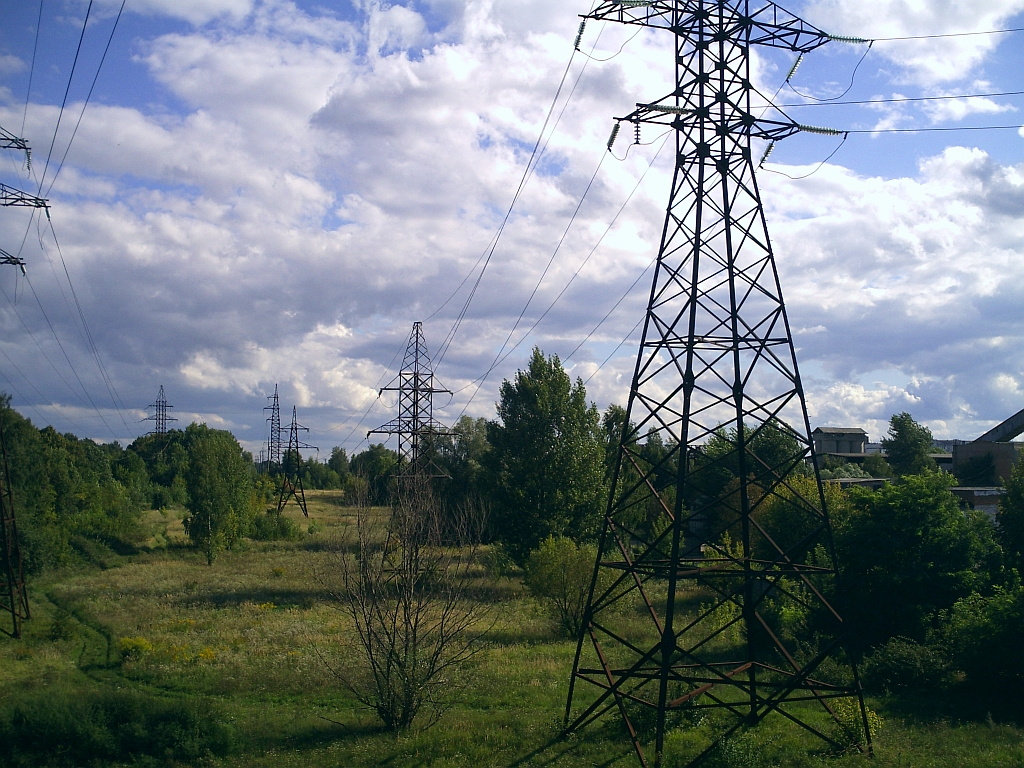
Лінія електропередачі ТЕЦ на околиці Чернігова

Підприємство з проєктною потужністю 210 МВт і 625 Гкал побудовано за проєктом Київського відділення ДБПІ «Променергопроєкт» у південно-західній частині міста Чернігова.
Чернігівська ТЕЦ пов'язана з енергосистемою України лініями електропередач напругою 110 кВ. Лінії напругою 35кВ з'єднують ТЕЦ з районними центрами області. Основним паливом ТЕЦ є донецьке вугілля АШ і топковий мазут.
Для розміщення основних виробничих відходів — вугільної золи підприємством використовується золонакопичувач, розташований у другому поясі санітарно захисної зони річки Десна на відстані 1 км від підприємства. Працює гідравлічна система золовидалення.
Для очистки димових газів від золи котли БКЗ–210-140 ПТ обладнані мокрими золовловлюваючими установками МВ-МТ1 3100 (по 4 шт. на кожному).
На території золонакопичувача розташований шламонакопичувач, який займає територію 1 га і призначений для накопичення токсичних шламів, які утворювались в результаті промивки котлів при роботі їх на мазуті. З 1993 року підприємство не використовує мазут як паливо, тому шламонакопичувач не використовується.

## Завдання
Основними функціями Чернігівської ТЕЦ є:
- Забезпечення електроенергією Чернігова та районів Чернігівської області;
- Забезпечення тепловою енергією у вигляді виробничої пари підприємств;
- Надання гарячої води;
- Здійснення теплофікації низки виробничих підприємств Чернігова, міських установ і житлових будинків.

## Історія
Будівництво здійснювалось у дві черги:
- Перша черга — установка чотирьох пило-вугільних барабанних котлів із природною циркуляцією БКЗ-210-140ПТ і двох турбоагрегатів ПТ-50\60-130\7, введена в експлуатацію в 1964 році.
- Друга черга — установка одного газо-мазутного барабанного котла з природною циркуляцією ТГМ-84 «Б» і одного турбогенератора Т-100\120-130, введена в дію у 1973 році.

У грудні 1973 введений в експлуатацію водогрійний котел ПТВМ-100, а в 1980 — другий котел такого ж типу.
З 2000 року ТЕЦ знаходилась в оренді у ТОВ «Технова» до 2023 року.
У 2004 році за проєктом, розробленим харківським центральним конструкторським бюро «Енергопрогрес», була проведена реконструкція турбіни ПТ-50/60-130/7 для переведення на режим роботи з погіршеним вакуумом.
В липні 2021 року Чернігівська ТЕЦ вперше за 60 років припинила виробляти електроенергію.
Навесні 2022 року ТЕЦ була пошкоджена російськими обстрілами під час облоги міста в ході російського вторгнення в Україну. Зруйновані вузол хімічної підготовки води, центральна щитова, ділянки теплових магістральних мереж та вузол подачі вугілля, через що ТЕЦ тепер може працювати лише на газу. Для усунення пошкоджень необхідно 800 мільйонів гривень. Після завершення бойових дій в регіоні орендар ініціював розірвання договору оренди, що підтримали депутати на сесії Чернігівської міської ради 31 травня 2022 року.